# Elena (film)
Elena är en rysk film från 2011 regisserad av Andrej Zvjagintsev med manus av Oleg Negin. Huvudrollerna spelas av Nadezjda Markina och Andrej Smirnov. Filmen premiärvisades på Filmfestivalen i Cannes 2011 i sektionen Un certain regard.

## Handling
Elena och Vladimir har gift sig på gamla dar och lever i en lyxig lägenhet i en större rysk stad. Elena intar en underordnad roll som mer liknar hushållerskans, där de huvudsakliga sysslorna är att sköta hemmet och vårda den förmögne Vladimir. Senare i filmen framgår det att de möttes när Vladmir låg på sjukhus och hon var hans sjuksköterska. Men under den välmående ytan finns en konflikt som blir allt tydligare. När Vladimir väljer att i sitt testamente förbigå Elena och hennes arbetslösa son Sergej (från ett tidigare äktenskap) till förmån för sin bortskämda dotter Katja så reser sig Elena plötsligt och hittar en lösning som ska säkra framtiden för sonen och hans familj.

### Om filmen
Filmen premiärvisades under sektionen Un certain regard på Filmfestivalen i Cannes 2011 där den vann det speciella jurypriset. Den vann också Grand Prix på Ghent International Film Festival och Nadezjda Markina fick pris som bästa skådespelerska på Asia Pacific Screen Awards.

### Rollista
- Nadezjda Markina - Elena
- Andrej Smirnov - Vladimir
- Jelena Ljadova - Katja
- Aleksej Rozin - Sergej